# Kecamatan Bondowoso
Kecamatan Bondowoso är ett distrikt i Indonesien.   Det ligger i provinsen Jawa Timur, i den västra delen av landet, 800 km öster om huvudstaden Jakarta.